# Maquette en plastique
Une maquette en plastique est un modèle réduit le plus souvent présenté sous forme de kit à monter et à décorer soi-même. Elle est en général produite par moulage par injection de polystyrène ou par thermoformage de résine. Elle comporte souvent des éléments fabriqués à partir d'autres matériaux comme le caoutchouc ou le métal utilisé pour la photodécoupe de détails difficiles à reproduire en plastique moulé.

## Histoire

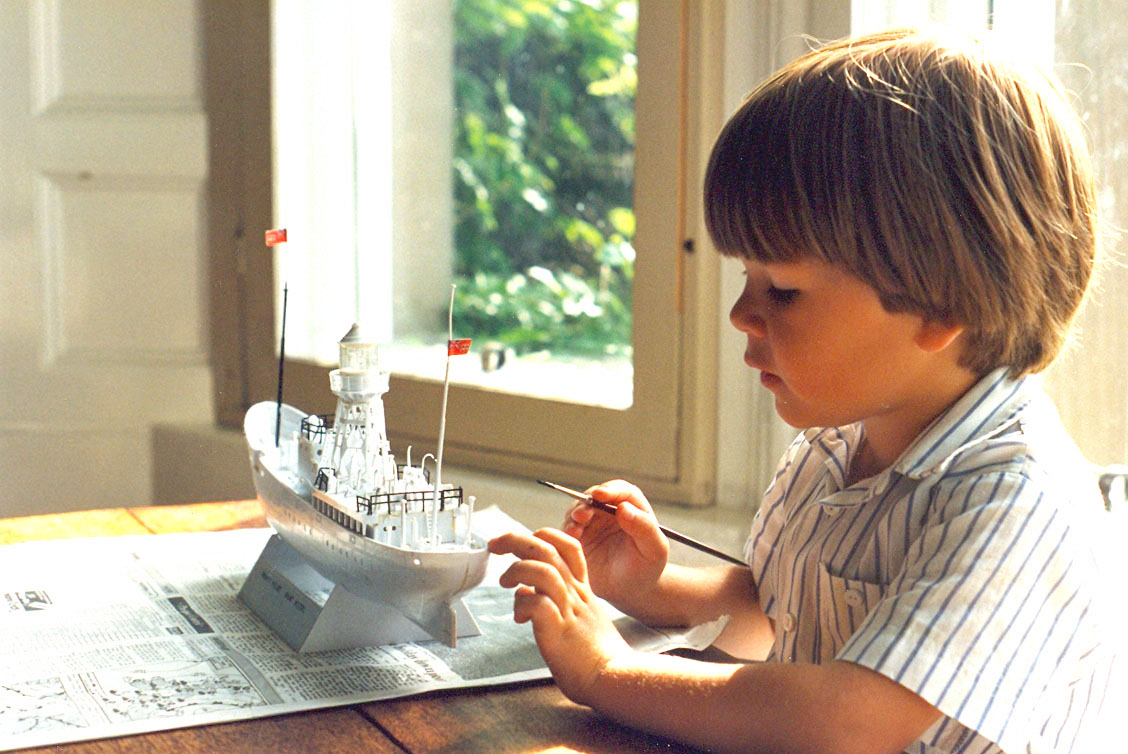
Un garçon de 4 ans commence à peindre une maquette en plastique du bateau-phare South Goodwin.

C'est en 1936 qu'apparaissent les premiers kits de maquette en plastique au monde. Fabriqués par l'entreprise britannique Frog en acétate de cellulose, il s'agissait d'une gamme de modèles d'avions à l'échelle 1:72 en kit ou sous forme préfabriquée.
Après la Seconde Guerre mondiale, lorsque le plastique devient courant, Airfix, une entreprise britannique de moulage lance un modèle en kit en 1949 : un tracteur Massey Ferguson produit comme objet promotionnel. Face au succès de ce type de produit, elle fabrique des bateaux de petite échelle puis le premier avion en kit en 1953 : le Supermarine Spitfire Mk I, à l'échelle 1/72. C'est un énorme succès qui va faire naître immédiatement la concurrence. L'échelle 1/72 sera adoptée comme un des standard pour ce type de modèle. Des firmes comme Revell, Monogram, Italeri et Faller apparaissent à cette époque.
En France, c'est Heller, société créée en 1955, qui propose en 1957 son premier kit : la Caravelle à l'échelle 1/100.
Dans les années 1970, apparaissent des firmes japonaises comme Hasegawa et Tamiya qui occupent majoritairement le marché jusqu'à nos jours. Des firmes de l'Europe de l'Est, de la Russie et de la Chine sont apparues plus récemment.

## Échelles

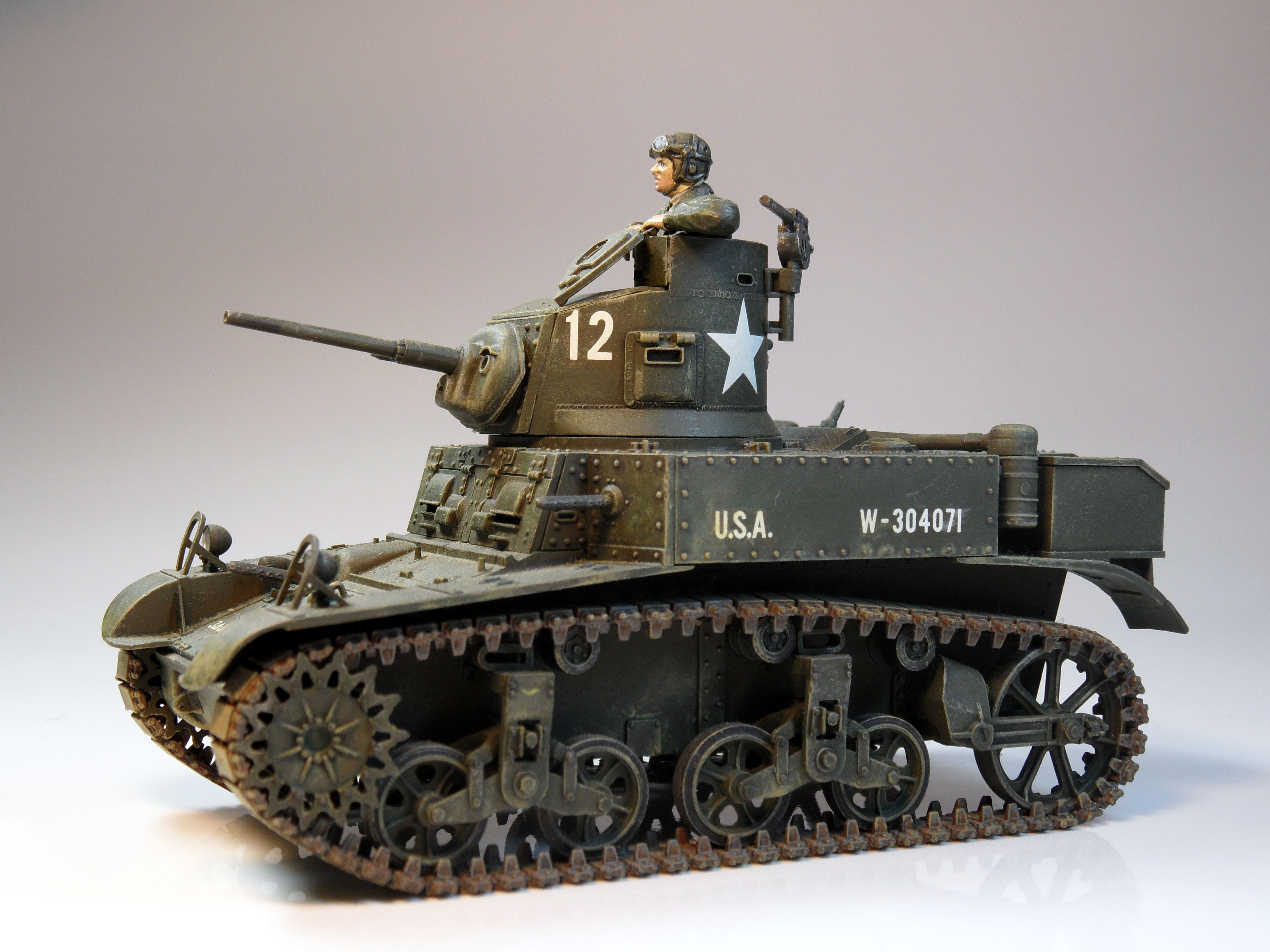
Maquette montée Tamiya au 1/35 d'un char M3 Stuart.

Une bonne partie des échelles est composée de multiples de 12 pour faciliter la conversion des mesures à partir du système impérial anglo-saxon : un pied est composé de 12 pouces, eux-mêmes divisibles par 12, d'où une grande simplicité de calcul pour des échelles comme le 1/12, le 1/24, le 1/48, le 1/72, et ainsi de suite.
Les échelles ont tendance à s'unifier selon les types de modèles (en gras, les échelles les plus utilisées dans chaque domaine) :
- Avions : 1/24, 1/32, 1/48, 1/72 et 1/144 étant les plus répandues, celle du 1/400 restant réservée aux modèles de grands multimoteurs ;
- Véhicules militaires : 1/35, 1/48, 1/72, 1/76, 1/144 ;
- Automobiles : 1/12, 1/20, 1/24, 1/25, 1/32, 1/43, 1/48 ;
- Motos : 1/6, 1/9, 1/12 et parfois 1/24 ;
- Camions : 1/24, 1/25, 1/32 ou 1/43 (Heller) ;
- Bateaux : 1/96, 1/350, 1/450, 1/700 ;
- Trains : le plus souvent 1/87 (échelle HO, utilisée en modélisme ferroviaire), et 1/72 (principalement des modèles militaires). Les maquettes statiques de trains sont assez rares, la firme Revell en a produit quelques-unes ; certaines firmes artisanales proposent des kits de trains roulants à monter, le plus souvent des wagons et des voitures (Meridian Models (UK), PBL (USA)...) ;
- Les décors pour le modélisme ferroviaire (gares, maisons...) : 1/87 (H0), 1/160 (N), 1/220 (Z).

## Techniques

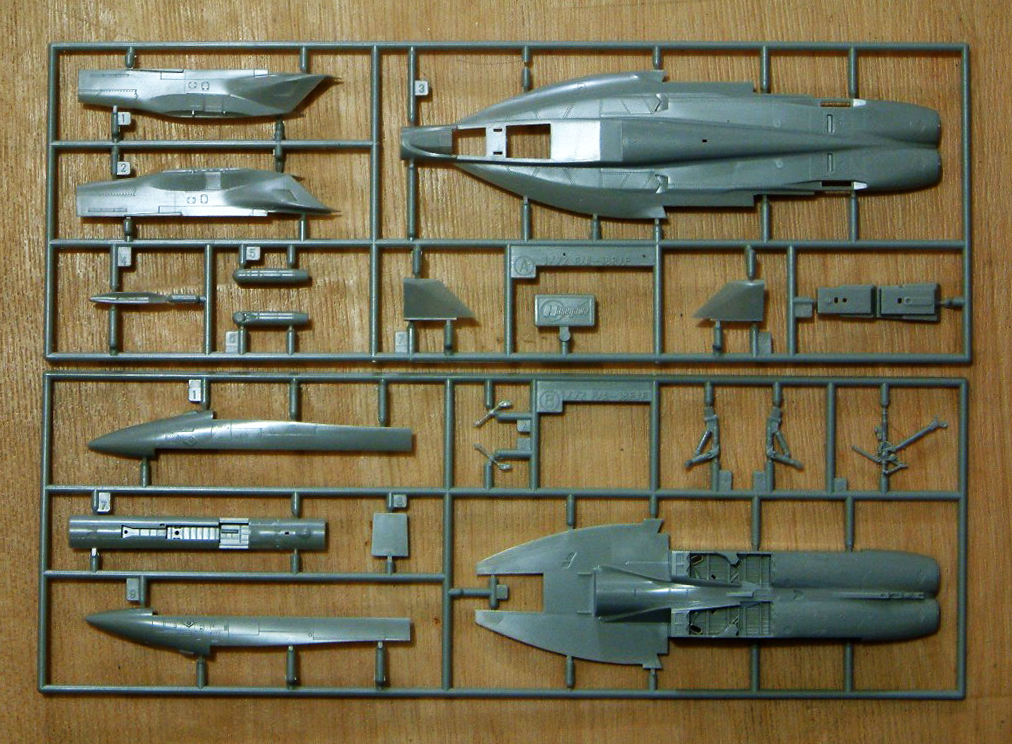
"Grappe" des pièces d'un avion en kit.

La majorité des kits se présente sous forme de grappe brute d'injection de plastique. Le travail du modéliste consistera à « dégrapper » les pièces (avec un couteau de modéliste, cutter ou pince coupante), les ébavurer (avec des limes, papier à poncer) puis les assembler à l'aide de colle. Du mastic est parfois utilisé pour parfaire les jointures. La peinture fera appel à l'utilisation de pinceaux ou d'aérographe. La décoration est généralement complétée de décalcomanies.
Plusieurs fabricants et artisans proposent des pièces de détaillage supplémentaires (souvent en métal photodécoupé ou en résine) dans le but d'améliorer le réalisme des modèles. On trouve également des planches de décalcomanies afin de réaliser des versions inédites.
La maquette finie pourra être laissée dans un état « sortie d'usine » ou patinée. Dans ce dernier cas, diverses techniques sont employées par les maquettistes pour simuler l'usure, les salissures, la dégradation ou la rouille sur une maquette (aérographie, pastels, brossage à sec et lavis).
Le modèle réduit obtenu peut se suffire à lui même ou être mis en situation sur un diorama.

## Marques
Un grand nombre de marques, encore en activité, ou aujourd'hui disparues, ont marqué l'histoire du maquettisme (liste non exhaustive) :
| - Aber (détaillage photodécoupé) - Academy - Accurate Miniatures - ACE - Airfix - Amt - Aoshima - Arma Hobby - Aurora Plastics Corporation - Bandai - Dragon - Eduard (maquettes et détaillage photodécoupé) - Emhar - Frog (marque aujourd'hui disparue) - Fujimi - Games Workshop (figurine) - Gunze Sangyo - Hasegawa Corporation - Heller - Hobby Boss - Humbrol (peinture et outillage) - ICM - Imex | - Italeri - Legend Production (détaillage en résine) - Lindberg - Lion Roar - Matchbox (entreprise) (marque aujourd'hui disparue) - Mark I Models - Minicraft - MiniArt - Mirage - Monogram - Mr. Hobby - Pegasus - Pocher (repri par Hornby) - Protar (marque aujourd'hui disparue) - Roden - Revell - Skif - Smër - Tamiya - Trumpeter - Verlinden (résine, marque aujourd'hui disparue) - Voyager Model (détaillage photodécoupé) - Zvezda |